# Винеторі (комуна, Мехедінць)
Винеторі (рум. Vânători) — комуна у повіті Мехедінць в Румунії. До складу комуни входять такі села (дані про населення за 2002 рік):
- Винеторі (1308 осіб)
- Рошіорі (1138 осіб)

Комуна розташована на відстані 252 км на захід від Бухареста, 49 км на південний схід від Дробета-Турну-Северина, 70 км на захід від Крайови.

## Населення
За даними перепису населення 2002 року у комуні проживали 4687 осіб.
Національний склад населення комуни:
| Національність | Кількість осіб | Відсоток |
| -------------- | -------------- | -------- |
| румуни         | 4663           | 99,5%    |
| цигани         | 22             | 0,5%     |
| німці          | 1              | < 0,1%   |
| серби          | 1              | < 0,1%   |

Рідною мовою назвали:
| Мова      | Кількість осіб | Відсоток |
| --------- | -------------- | -------- |
| румунська | 4683           | 99,9%    |
| угорська  | 2              | < 0,1%   |
| циганська | 1              | < 0,1%   |
| сербська  | 1              | < 0,1%   |

Склад населення комуни за віросповіданням:
| Релігія       | Кількість осіб | Відсоток |
| ------------- | -------------- | -------- |
| православні   | 4670           | 99,6%    |
| адвентисти    | 11             | 0,2%     |
| реформати     | 2              | < 0,1%   |
| бретрени      | 2              | < 0,1%   |
| римо-католики | 1              | < 0,1%   |
| лютерани      | 1              | < 0,1%   |

## Зовнішні посилання
- Дані про комуну Винеторі на сайті Ghidul Primăriilor [Архівовано 5 липня 2009 у Wayback Machine.]